# Peter Kaiser Schuhfabrik
Die Peter Kaiser Schuhfabrik GmbH mit Sitz im rheinland-pfälzischen Pirmasens ist ein ehemaliger deutscher Schuhhersteller. Sie galt bis zum Produktionsende am Standort Pirmasens als älteste unter den heute noch existierenden Schuhfabriken in Deutschland. Das 1838 gegründete Unternehmen fertigte 2012 in zwei Standorten in Pirmasens und Felgueiras (Portugal) etwa 940.000 Paar Schuhe. Nach Insolvenz Ende 2020 wurde die Produktion in Pirmasens stillgelegt und der Internetshop sowie die Produktion in Portugal in die neue Peter Kaiser Operations GmbH übernommen. Im November 2023 kaufte die Caprice Schuhproduktion GmbH & Co. KG bzw. die Muttergesellschaft Wortmann Schuh-Holding die Marke Peter Kaiser. Die Peter Kaiser Operations GmbH wurde in Platin Retail GmbH umbenannt und ist seitdem in Liquidation.

## Geschichte
Am 20. Januar 1838 gründete Peter Kaiser, geboren am 6. August 1814, seine Schuhwerkstatt in einem kleinen Wohnhaus in der Löwenbrunnerstraße in Pirmasens und machte sie innerhalb weniger Jahre zu einer der ersten industriellen Schuhfertigungsbetriebe von internationaler Bedeutung. „Herstellung von „gewendeten“ Hausschuhen aus Stoffen, Schafsleder und Rosshäuten mit leichten Ledersohlen“, stand in der Bekanntmachung, der damaligen lokalen Presse. Der Name wuchs in den Jahren zu einer bekannten Marke heran. Mit der Fertigung von Damen-, Herren- und Kinderschuhen war um die Jahrhundertwende des letzten Jahrhunderts eine – für die damalige Zeit – breite Produktpalette entstanden. Erst nach dem Zweiten Weltkrieg, als es um den Wiederaufbau des Unternehmens und somit der Marke ging, spezialisierte sich Peter Kaiser auf Pumps, galante Damenschuhe.
Nach dem Tod Peter Kaisers im Jahr 1881 wurde Louis König, der zeitweise auch gleichzeitig ehrenamtlicher Bürgermeister von Pirmasens war, zum Leiter der Firma. Dem im 20. Jahrhundert auftauchenden Problem der fehlenden Konkurrenzfähigkeit mit billigen Schuhen aus Italien und Portugal begegnete die Firma mit hoher Qualität, mit der Beschränkung der Produktion auf Damenschuhe sowie mit dem Anspruch, mit möglichst naturbelassenen Materialien zu produzieren. Diese Strategie wurde insbesondere ab den 1960er-Jahren von Geschäftsführer Klaus Duttenhöfer konsequent weiterentwickelt, der von 1963 bis 1994 gemeinsam mit Walter Joneck an der Unternehmensspitze stand. Duttenhöfer prägte mit seinem Gespür für Design und Materialien entscheidend das feminine Image der Marke, setzte auf exklusive Einzelanfertigungen statt Massenproduktion und blieb der Firma auch nach seinem Ausscheiden eng verbunden. Die enge Zusammenarbeit beider Männer, die das im Krieg zerstörte Werk gemeinsam wiederaufbauten, trug wesentlich zum langjährigen Erfolg von Peter Kaiser bei.
2001 wurde nach einer Marktanalyse entschieden, statt einer Verlagerung der Komplettproduktion ins Ausland besser in Pirmasens ein neues, modernes Werk zu errichten. Die Peter Kaiser GmbH war über viele Jahre eines der wenigen überlebenden Unternehmen dieser Branche und wurde zum größten Schuhhersteller in Pirmasens, wo es im Jahr 1914 rund 240 Schuhfabriken mit damals 14.000 Beschäftigten gab. 2007 wurde für das Werk in Portugal eine neue Fabrikhalle gebaut.
2020 meldete das Unternehmen Insolvenz an. In der Folge wurden der Onlineshop, die Produktion in Portugal, die Namensrechte sowie ein kleiner Teil der Belegschaft durch den seitherigen Geschäftsführer sowie zwei weitere Investoren übernommen. Die Produktion in Pirmasens wurde Ende April 2021 eingestellt und alle Mitarbeiter gekündigt.
2021 übernahm eine neu gegründete Peter Kaiser Operations GmbH die Marke, und die ursprünglichen Gesellschafter traten all ihre Besitzrechte an dem Unternehmen ab. Unter der Regie eines neuen Gesellschafters startete ein Neuanfang, der aber wegen der schwierigen Lage, nach den Corona-Jahren, dem Krieg in der Ukraine und der damit verbundenen hohen Inflation, schon 2023 zum Erliegen kam. Im November 2023 kaufte die Wortmann Schuh-Holding über ihre Tochter Caprice die Marke Peter Kaiser. Die Peter Kaiser Operations GmbH wurde in Platin Retail GmbH umbenannt und ist seitdem in Liquidation.

## Fakten
2007 setzte die Firma 54,9 Mio. € um und erwirtschaftete einen Gewinn von 3,6 Mio. €. Nach jährlichen Steigerungen seit 2004 wurde 2008 erstmals mit 51,3 Mio. € ein Umsatzrückgang verzeichnet, während der Bilanzgewinn auf 4,5 Mio. € anstieg. Im Jahr 2009 fiel der Umsatz weiter auf 42,867 Mio. € und der Bilanzgewinn auf 3,4 Mio. €; 2011 stieg der Umsatz auf 46,6 Mio. €. Die Peter Kaiser GmbH hatte Ende 2011 etwa 770 Mitarbeiter, wovon noch 469 im Stammwerk in Pirmasens beschäftigt waren. Im Ausland besitzt die Firma Niederlassungen in Felgueiras, Saargemünd (Frankreich) sowie in New York. Jährlich werden eine Million Paar Schuhe produziert, wovon rund 60 % ins Ausland exportiert werden. Von den Anfang 2012 noch verbliebenen rund 450 Mitarbeitern im Stammwerk sind bis 2013 etwa 100 weggefallen, wobei ein Teil der Stellen ins portugiesische Werk verlagert wurde. Bis Anfang 2019 sank die Anzahl der Mitarbeiter in Pirmasens auf 200, während in Portugal etwa 300 Menschen für Peter Kaiser tätig waren.

## Belege
1. ↑  CAPRICE Schuhproduktion GmbH & Co. KG:
2. 1 2  Mechthild Treusch: Entlassungen bei Peter Kaiser. In: Rheinpfalz. 15. Februar 2019 (rheinpfalz.de).
3. 1 2  Elisabeth Dostert: Pfälzische Schuhfirma wird 175: Kaisers neue Schuhe. In: Süddeutsche Zeitung. 1. Mai 2013 (sueddeutsche.de).
4. 1 2  Elektronischer Bundesanzeiger: Jahresabschluss per 31.12.2018
5. 1 2  Ole Spötter: Wortmann Gruppe: Caprice übernimmt Peter Kaiser. Meldung bei FashionUnited vom 13. Dezember 2023.
6. 1 2  Historisches Archiv der Marke Peter Kaiser, im aktuellen Besitz der Caprice Schuhproduktion GmbH & Co. KG.
7. ↑  Julius B. Lehnung: Geliebtes Pirmasens. 1. Auflage. Bd. 6 (1890–1900). Komet-Verlag, Pirmasens 1984, ISBN 3-920558-05-7, S. 166–167.
8. ↑  Trauer um Klaus Duttenhöfer - Pirmasens. 8. Januar 2015, abgerufen am 25. Mai 2025.
9. ↑  Abels&Kemmer: Pirmasens oder Portugal? (Memento vom 4. August 2016 im Internet Archive)
10. ↑  Aus für Produktion bei Peter Kaiser in Pirmasens, swr.de vom 24. Februar 2021, abgerufen am 8. Juni 2021.
11. ↑  Mechthild Treusch: Peter Kaiser: Die Marke bleibt, die Produktion nicht, rheinpfalz.de, 24. Februar 2021, abgerufen am 25. November 2023.
12. ↑  Peter Kaiser schließt Stellenabbau ab. In: Die Rheinpfalz. 27. September 2014, abgerufen am 19. April 2020.